# Dendropsyche
Dendropsyche é um gênero de mariposa pertencente à família Acrolophidae.